# 桓典
桓 典（かん てん、生年不詳 - 201年）は、後漢の官僚。字は公雅。本貫は沛国竜亢県。

## 経歴
桓順（桓焉の子）の子として生まれた。家学である欧陽『尚書』を伝授された。12歳で父母を失い、親に対するように叔母に孝事した。潁川で『尚書』を教授し、門徒は100人を数えた。孝廉に察挙されて、郎となった。沛国の相の王吉が獄死すると、その友人や親戚すら葬儀に行こうとしなかったが、桓典は官を捨てて通夜と葬儀を取りしきり、3年の喪に服し、土を背負って墓の盛り土をし、祠堂を立てるなど、礼を尽くして去った。
司徒の袁隗の府に辟召され、高第に挙げられ、侍御史に任じられた。当時、宦官が権勢をふるっていたが、桓典は権力者に遠慮することがなかった。桓典はいつも葦毛斑の馬に乗っており、洛陽の人々はかれを恐れはばかって、「行き行きかつ止まり、驄馬の御史を避ける」と語っていた。黄巾軍が滎陽で蜂起すると、桓典は官軍を監督して黄巾軍を撃破した。洛陽に凱旋したが、宦官の妨害のために賞賜は行われなかった。御史のまま、7年選任されなかった。後に郎として出向した。
霊帝が死去し、大将軍の何進が政権を握ると、桓典は何進に協力して宦官粛清の謀議に参与した。平津都尉・鉤盾令・羽林中郎将を歴任した。献帝が即位すると、三公により桓典が何進とともに宦官粛清を図っていた功績が奏上された。
献帝に従って関中に入り、御史中丞に任じられ、関内侯の爵位を受けた。献帝が許に遷都すると、光禄勲に転じた。201年（建安6年）、在官のまま死去した。

## 伝記資料
- 『後漢書』巻37 列伝第27